# Trościaniec (rejon śniatyński)
Trościaniec (ukr. Тростянець) – wieś na Ukrainie w rejonie śniatyńskim obwodu iwanofrankiwskiego.